# Letino
Letino é uma comuna italiana da região da Campania, província de Caserta, com cerca de 783 habitantes. Estende-se por uma área de 31 km², tendo uma densidade populacional de 25 hab/km². Faz fronteira com Gallo Matese, Prata Sannita, Roccamandolfi (IS), San Gregorio Matese, Valle Agricola.

## Demografia
| Variação demográfica do município entre 1861 e 2011                               |
|                                                                                   |
| Fonte: Istituto Nazionale di Statistica (ISTAT) - Elaboração gráfica da Wikipedia |